# El diario de Daniela
El diario de Daniela (no Brasil: O Diário de Daniela) é uma telenovela infantojuvenil mexicana produzida por Rosy Ocampo para a Televisa e exibida no Canal de las Estrellas entre 30 de novembro de 1998 a 16 de abril de 1999, substituindo Gotita de amor e sendo substituída por El niño que vino del mar, em 100 capítulos.
A trama foi protagonizada por Daniela Luján, Martín Ricca, Yolanda Ventura e Marcelo Buquet (que foi substituído por Gerardo Murguía), com participação especial de Leticia Calderón e antagonizada por Odiseo Bichir, Monika Sánchez, David Ostrosky e Carlos Peniche.

## Sinopse
O Diário de Daniela conta as aventuras de uma turminha comandada por Daniela Monroy, que tem apenas dez anos, é bonita, simpática, encantadora e conquista a todos com sua meiguice. Além dos amigos inseparáveis, Daniela tem como aliado um diário onde ela conta seus sonhos, segredos, tristezas e, principalmente, confessa suas travessuras. Mas Daniela tem um amigo especial, um garotinho fantasma que vai ajudá-la a enfrentar momentos muito difíceis.
A família de Daniela é formada por cinco pessoas. Henrique e Leonor são seus pais, Adélia e Joãozinho, seus irmãos. O amor, a união e a compreensão fazem da família Monroy, que é muito feliz, mas também tem problemas como todas as outras.
Leonor e Henrique são apaixonados mas apesar da felicidade, Leonor reclama da sua dedicação em tempo integral ao teatro, o que acaba provocando algumas desavenças entre eles.
Adélia é a filha mais velha, entre quinze e dezesseis anos, que tem a rebeldia e a ansiedade típicas da idade. Joãozinho, o caçula, é um garotinho encantador, mas muito travesso.
Daniela é o ponto de união dessa família. Carinhosa e sensível, ela se preocupa por todos e está sempre disposta a ajudar a família e os amigos.
A história dessa turminha se passa no interior do Teatro Principal, de propriedade do pai de Daniela, Henrique Monroy. No palco ou nos bastidores eles vivem intensamente no limite entre o real e o imaginário.

## Elenco
- Daniela Luján .... Daniela Monroy
- Martín Ricca ....  Martin Linhares Moreno
- Yolanda Ventura ....  Natália Navarro Monroy
- Marcelo Buquet .... Henrique Monroy #1
- Gerardo Murguía .... Henrique Monroy #2
- Letícia Calderón ....  Leonor Monroy
- Monika Sánchez .... Helena Ruiz
- Anahí .... Adélia Monroy
- Gaspar Henaine .... Seu Capulina 'Capu'
- Odiseo Bichir .... Joel Castilho
- Carlos Manuel Castillo Villanueva .... "Pepito"
- Juan Pablo Gamboa .... José 'Pepe' Linhares
- Marcela Páez .... Rita Moreno Corona
- David Ostrosky .... Gustavo Corona
- Amparo Arozamena .... Amparito
- María Prado .... Dona Emma
- Héctor Hernández .... Jaime
- Carlos Puerto .... Jorge
- Mariana Huerdo .... Tânia
- Mónica Riestra .... Cristina Ruiz
- Carlos Peniche .... Ricky Rey
- Ehécatl Chávez .... Jairo
- Jorge Poza .... Carlos
- Paulina de Labra .... Flor
- Yulyenette Anaya .... Lidi
- Isaac Castro .... Yuls 'O Fantasma'
- Melina Escobedo .... Malú
- César González .... Toby
- Óscar Larios .... Chuy
- Christopher Uckermann .... Christopher (Creditado como Christopher Robin)
- Fernando Rodríguez .... Sergio
- Odamaris Ruiz .... Gina
- Fátima Torre .... Fatima
- Rodrigo Soberón .... João (Joãozinho) Monroy
- Eduardo Liñán .... Det. Quintana
- Roberto Ballesteros .... Artur Barto
- Manuel Saval.... André Zamora
- Diego Barquinero
- Yamil Yitani Maccise....Yamil

## Exibição no Brasil
Foi exibida pelo SBT entre 3 de janeiro a 24 de abril de 2000, em 97 capítulos, cobrindo as férias da novela Chiquititas.
Foi reexibida pelo SBT entre 1 de janeiro á 4 de maio de 2007, em 90 capítulos, substituindo Cúmplices de um Resgate e sendo substituída pela brasileira As Pupilas do Senhor Reitor.
Foi reexibida pela segunda vez no canal TLN Network entre 8 de março  e 23 de julho de 2021, substituindo Cúmplices de um Resgate e sendo substituída por Carinha de Anjo. A novela já foi exibida pela primeira vez no mesmo canal entre 20 de fevereiro e 7 de julho de 2017.

## Repercussão
A telenovela foi um grande sucesso entre o público infantil mexicano, com grandes índices de audiência. Marcou muito sucesso para o público infantil. No show que conclui a trama, quando Martin (Martín Ricca) pede Daniela (Daniela Luján) em namoro, aparecem todos os atores que estiveram no elenco da novela. Outra trama infantil produzida mais tarde, Cómplices al rescate, que também contou com Daniela Luján e Martin Ricca, foi encerrada da mesma maneira, com um grande show.  A morte da personagem Lidi causou muito polêmica para o público infantil, depois do terrível acidente após salvar Joãozinho, irmãozinho de Daniela. No Brasil, a telenovela também foi um sucesso. Foi exibida durante as férias da novela Chiquititas, e alcançou boa audiência (mais do que a própria Chiquititas naquela época).
Isso fez com que o SBT lançasse, junto com a extinta gravadora Abril Music, uma versão em português da trilha sonora da novela.
Além disso, em março de 2000, Daniela Luján veio ao Brasil pela primeira vez, divulgando a versão original da trilha sonora (lançada pela Warner Music).